# Liyannaj Kont Pwofitasyon
Le Liyannaj Kont Pwofitasyon, ou abrégé en LKP (« Collectif contre l'exploitation outrancière » en français), est un collectif guadeloupéen qui regroupe une cinquantaine d'organisations syndicales, associatives, politiques et culturelles de la Guadeloupe. Ce collectif est à l'origine de la grève générale de 2009 qui a touché l'île entre le 20 janvier et le 4 mars.
Son porte-parole est Élie Domota qui est le secrétaire général du syndicat majoritaire de la Guadeloupe, l'Union générale des travailleurs de Guadeloupe (UGTG).

## Composition
Regroupant une cinquantaine d'organisations, le collectif a été créé à la suite des premiers mouvements de décembre 2008 concernant le prix de l'essence en Guadeloupe.
Des collectifs avec des revendications similaires ont été créés en Martinique (Collectif du 5-Février), à Saint-Martin (Collectif du 11-Février) et à La Réunion.

## Hymne
« La Gwadloup sé tan nou, la Gwadloup sé pa ta yo : yo péké fè sa yo vlé adan péyi an-nou » (« La Guadeloupe est à nous , la Guadeloupe n'est pas à eux : ils ne feront pas ce qu’ils veulent dans notre pays »).
Cet hymne est chanté en créole guadeloupéen, (langue créée pendant l'époque esclavagiste par les esclaves africains) dans toutes les manifestations du collectif sur un air de musique traditionnelle guadeloupéenne. Par ce chant les participants au mouvement revendiquent une « propriété culturelle et identitaire » de la Guadeloupe contre la "Pwofitasyon" (exploitation outrancière) opérée par les monopoles économiques et financiers qui contrôlent l'archipel.
La vie économie guadeloupéenne est en effet dominée par quelques grands groupes d'entreprises qui constituent un oligopole profitant de cette situation pour pratiquer des prix abusifs, ce que dénonce le collectif.

## Revendications
(Avril 2019).
Pour la grève générale qui touche l'île à partir du 20 janvier 2009, le LKP a proposé 146 revendications pour lutter contre la vie chère, réparties en 10 domaines distinctifs : 
- le niveau et les conditions de vie (dont les logements et les transports) ;
- l'éducation ;
- la formation professionnelle ;
- l'emploi ;
- les droits syndicaux et les libertés syndicales ;
- les services publics ;
- la production (agriculture et pêche) ;
- l'aménagement du territoire et les infrastructures ;
- la culture ;
- l'arrêt de la surexploitation.

Les principales revendications qui se démarquent des autres sont notamment :
- Un relèvement immédiat et conséquent d'au moins 200 euros des bas salaires, des retraites et des minima sociaux afin de relever le pouvoir d'achat, de soutenir la consommation des produits guadeloupéens et plus généralement la demande
- Un salaire minimum guadeloupéen calculé sur le coût réel de la vie en Guadeloupe
- La baisse des taux de la taxe sur les carburants
- La suppression de la taxation des produits locaux.
- Le gel des loyers pour une période indéterminée, et pour l'année 2009 l'annulation de l'augmentation de 2,98 % de ceux-ci
- L'obligation d'embauche des travailleurs handicapés au lieu du paiement de la pénalité prévue par la loi.
- La transparence sur la fixation des prix de l'eau, des transports, des carburants, des loyers, du gaz, de l'électricité, des nouvelles technologies de l'information et de communication
- La baisse immédiate de 50 centimes du prix des carburants
- La baisse du prix de l'eau, du prix de transport de passagers, du prix des communications
- La suppression des taxes sur les engrais, désherbants, semences, aliments de bétail et gazole, etc., destinés à la production agricole
- L'arrêt de l'implantation de nouvelles stations-services
- La prise en compte essentielle dans la programmation des médias de la langue et de la culture guadeloupéennes.

## Controverses
Si la grève contre la vie chère fut perçue comme légitime par la plupart des Guadeloupéens, certains dénoncèrent les pratiques utilisées.
Un journaliste de RFO opposé au mouvement par exemple, a effectué une revue de presse hexagonale (Le Figaro, Paris Match, Le Point et France Info), rapportant que des habitants ont dénoncé les pratiques « brutales, voire totalitaires » utilisées par le LKP. Il estime que ces « menaces, intimidations et violences » ont fini par exaspérer nombre de Guadeloupéens, et ont eu pour effet de paralyser l'économie de l'île. Le LKP a notamment contraint de nombreux magasins à baisser leurs rideaux, par l'intimidation et parfois de manière violente selon Le Point.